# Emma Norsgaard Bjerg
Emma Cecilie Norsgaard Bjerg, née Emma Cecilie Norsgaard Jørgensen le 26 juillet 1999 à Silkeborg, est une coureuse cycliste danoise. Son frère Mathias est également coureur professionnel.

## Biographie

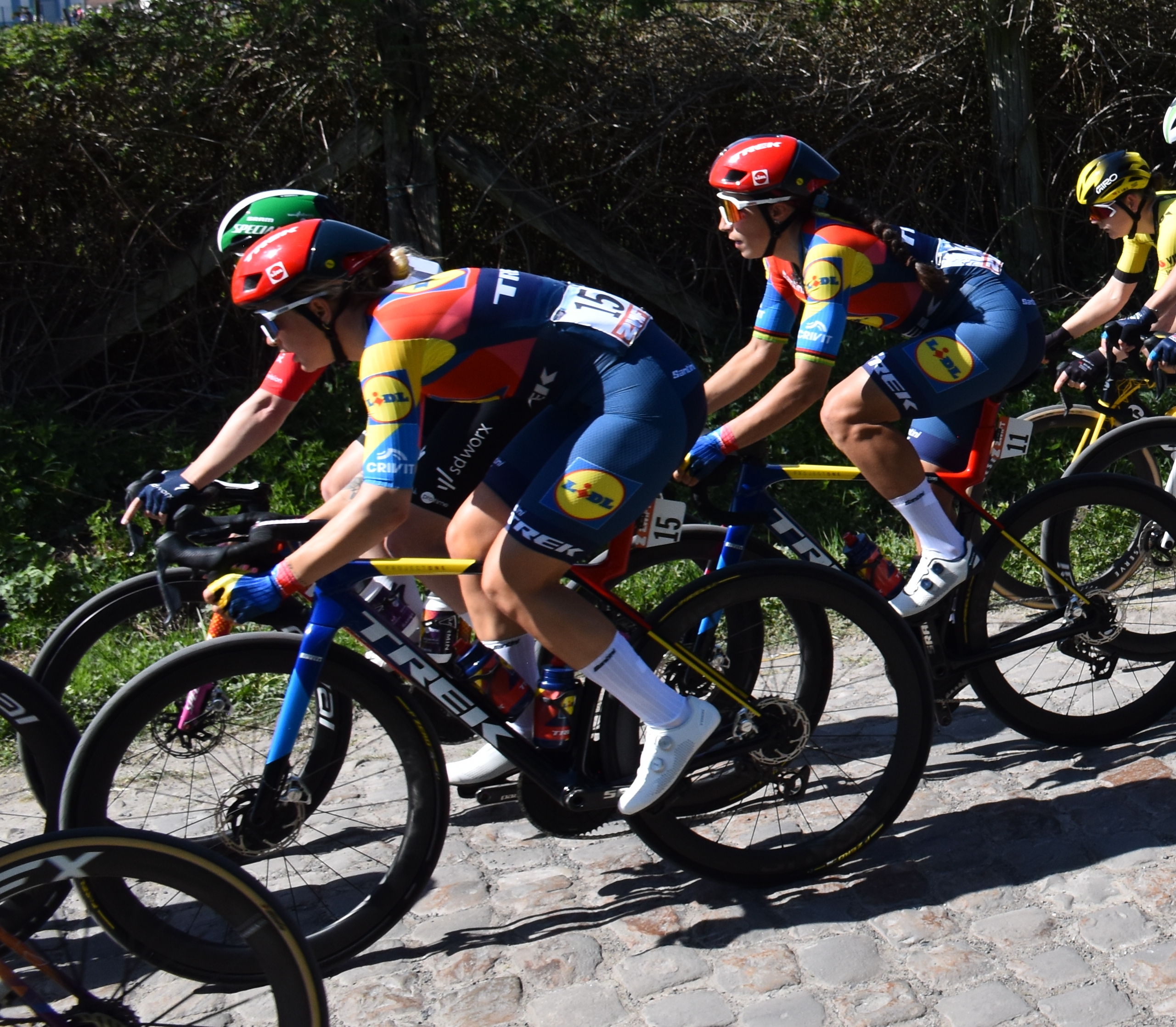
Emma Norsgaard #15, 14e de Paris-Roubaix 2025

En 2018, elle est deuxième du prologue du Tour de Toscane. En octobre, elle est quatrième du sprint du Grand Prix Bruno Beghelli.
En octobre, elle est troisième du Chrono des Nations-Les Herbiers-Vendée.
Emma Norsgaard Jørgensen gagne la première étape de la Setmana Ciclista Valenciana. En août, elle remporte le championnat du Danemark sur route. Elle est septième du championnat du monde du contre-la-montre.
Au Samyn, elle est deuxième du sprint derrière Lotte Kopecky. À l'Healthy Ageing Tour, elle est quatrième du contre-la-montre. Dans la difficile ultime étape, au kilomètre quarante-cinq un groupe de cinq échappées dont Emma Norsgaard Jørgensen se forme. Leur avance atteint une minute quarante. À dix-huit kilomètres de l'arrivée, Lonneke Uneken attaque en solitaire et n'est plus reprise. Derrière, Emma Norsgaard règle le groupe de chasse. Elle est troisième du classement général et meilleure jeune. Aux Trois Jours de La Panne, un groupe de douze favorites dont Emma Norsgaard Jørgensen se forme au kilomètre trente-deux. À dix kilomètres de la ligne, Grace Brown attaque seule. Derrière, Emma Norsgaard Jørgensen prend la deuxième place.
Au Grand Prix de l'Escaut, elle est également du sprint derrière Lorena Wiebes. Au Festival Elsy Jacobs, elle remporte facilement la première étape au sprint. Elle récidive le lendemain et s'offre ainsi le classement général.
Sur le Tour de Thuringe, un groupe de onze coureuses sort après le premier prix des monts. À trente kilomètres de l'arrivée, le peloton n'est plus qu'à trente secondes. Six coureuses dont Emma Norsgaard font la jonction sur l'avant. Au sprint, elle s'impose facilement. Elle est deuxième du sprint le lendemain derrière Lorena Wiebes. Sur la troisième étape, Lucinda Brand sort seule. Emma Norsgaard règle le sprint derrière. Dans la montée de l'Hanka-Berg, elle se classe sixième, mais perd la tête du classement général. Elle est troisième le lendemain, en terminant le sprint derrière Lorena Wiebes. Elle conclut l'épreuve à la troisième place. Elle est aussi meilleure jeune.
Emma Norsgaard devient championne du Danemark du contre-la-montre. Elle est également deuxième de la course en ligne derrière Amalie Dideriksen. Au Tour d'Italie, sur la cinquième étape, Emma Norsgaard est devancée au sprint par Lorena Wiebes. Le lendemain, elle bat Coryn Rivera et lève les bras. Elle est deuxième du sprint de la huitième étape derrière Wiebes. Elle règle le peloton sur la dernière étape.
À Paris-Roubaix, elle se maintient avec les meilleures et se classe sixième.
Elle commence 2023 par une deuxième place sur la Women Cycling Pro Costa De Almería. Quatrième ensuite du Circuit Het Nieuwsblad, elle chute lors des Strade Bianche et subit plusieurs fractures à la clavicule droite. Le 28 juillet, elle remporte l'étape du Tour de France Femmes arrivant à Blagnac, après une échappée de 90km, elle est la seule du trio de tête à résister au retour du peloton et l'emporte de peu.

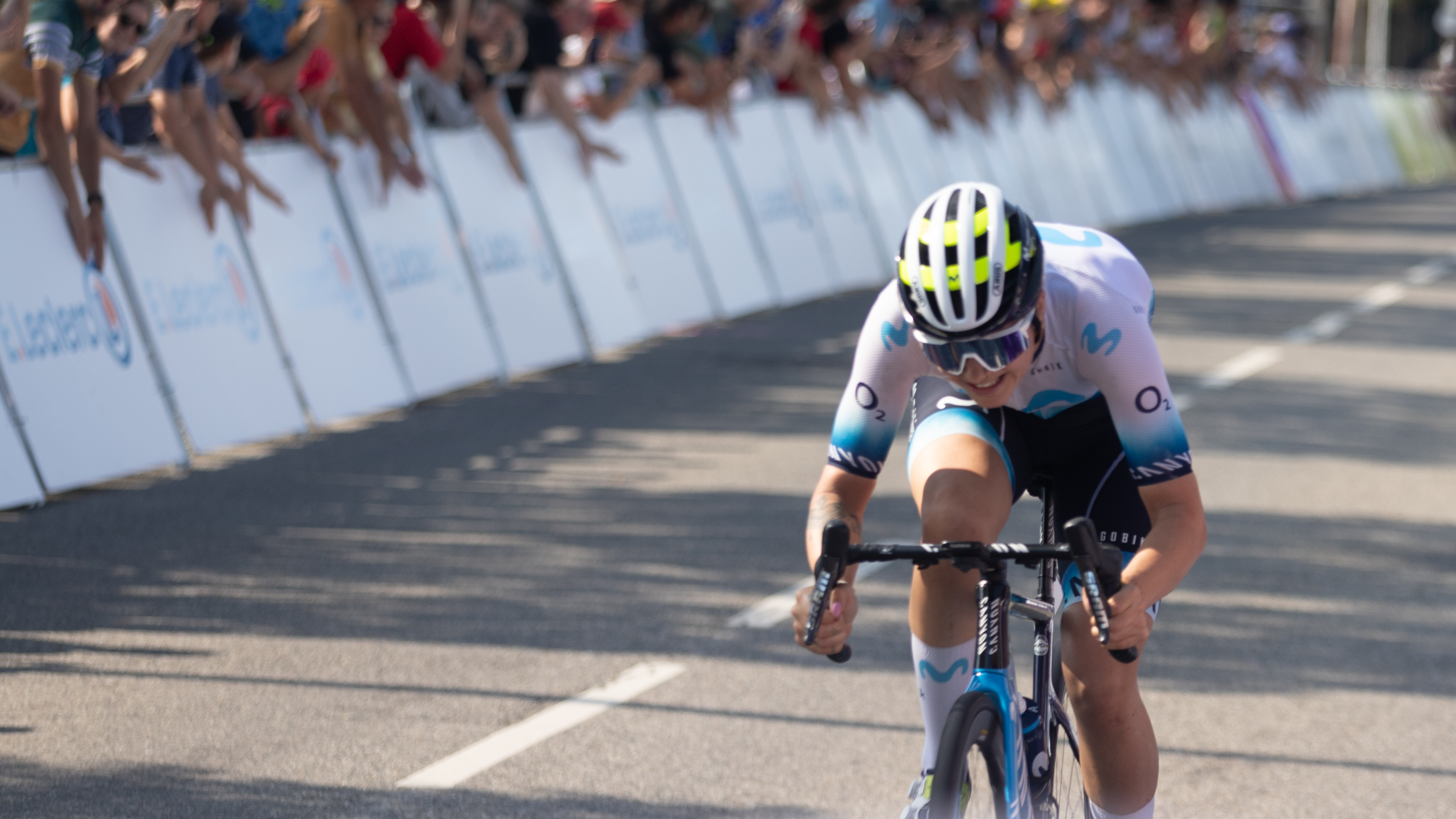
Emma Norsgaard à 250 mètres de la ligne d'arrivée à Blagnac, filant vers la victoire

## Vie privée
Depuis 2018, Emma Norsgaard Jørgensen est en couple avec le cycliste Mikkel Bjerg. En octobre 2021, le couple s'est marié.

## Palmarès sur route

### Par années
- 2015
  - 3e de Rás na mBan
- 2016

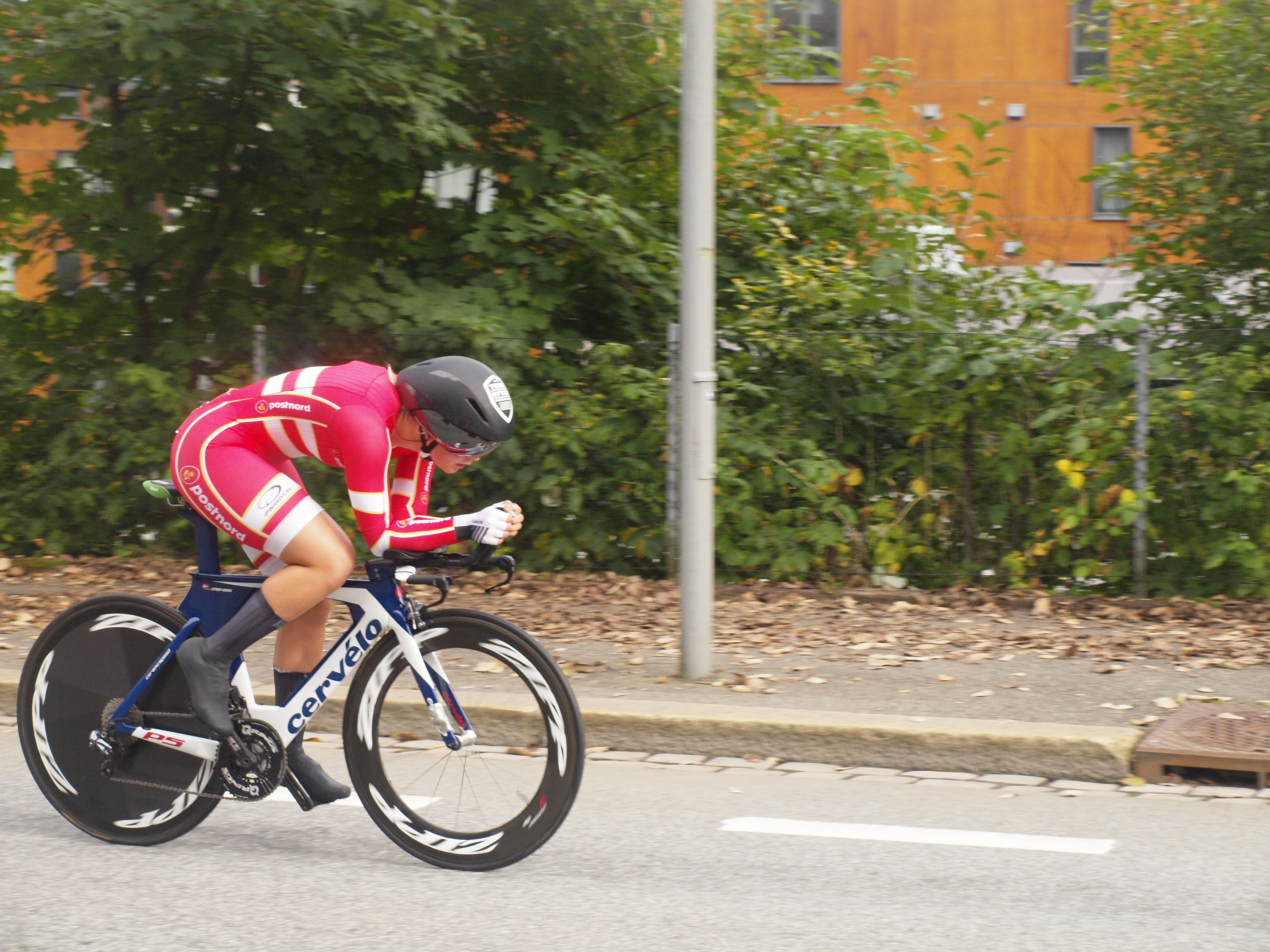
Emma Norsgaard Jørgensen (2017)

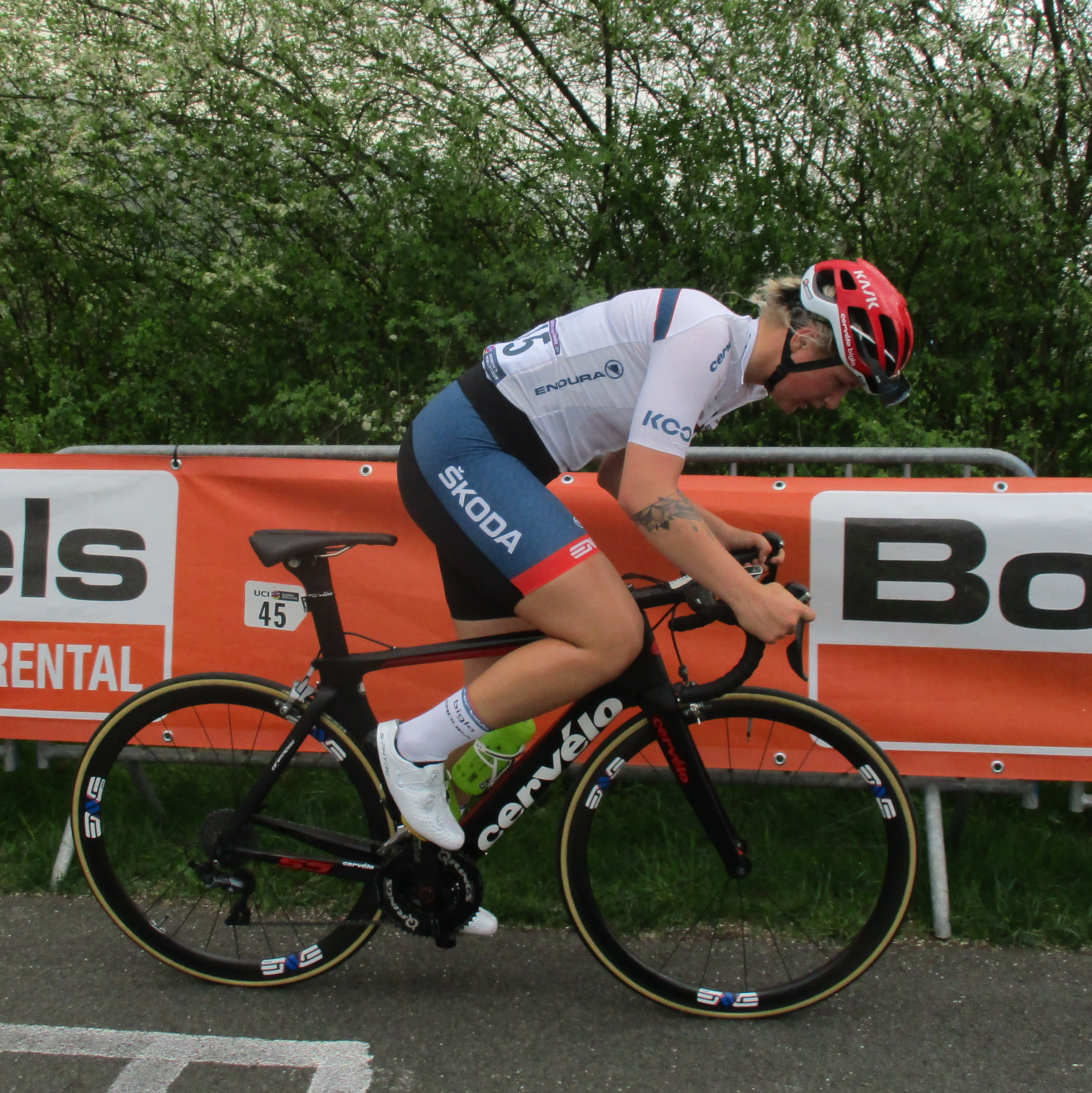
Emma Norsgaard Jørgensen (2018)

  -  Championne du Danemark sur route
  - 6e du championnat du monde sur route juniors
- 2017
  -  Championne du Danemark du contre-la-montre juniors
  -  Médaillée d'argent du championnat du monde sur route juniors
  -  Médaillée d'argent du championnat d'Europe sur route juniors
  -  Médaillée de bronze du championnat d'Europe du contre-la-montre juniors
  - 3e de l'Energiewacht Tour juniors
- 2018
  - 2e du championnat du Danemark sur route
  - 2e du Chrono des Nations-Les Herbiers-Vendée
- 2019
  - 3e du Chrono des Nations-Les Herbiers-Vendée
  - 5e du championnat d'Europe du contre-la-montre espoirs
- 2020
  -  Championne du Danemark sur route
  - 1re étape de la Setmana Ciclista Valenciana
  - 3e du Omloop van het Hageland
  -  Médaillée de bronze du championnat d'Europe sur route espoirs
  - 7e du championnat du monde du contre-la-montre
- 2021
  - Festival Elsy Jacobs : 
    - Classement général
    - 1re et 2e étapes

  - 1re étape du Tour de Thuringe
  - 6e étape du Tour d'Italie
  - 2e du Circuit Het Nieuwsblad
  - 2e du Samyn des Dames
  - 2e de l'Oxyclean Classic Brugge-De Panne
  - 2e du Grand Prix de l'Escaut
  - 3e du Healthy Ageing Tour
  - 3e du Tour de Thuringe
  - 6e de Paris-Roubaix
  - 10e du championnat d'Europe du contre-la-montre
- 2022
  -  Championne du Danemark du contre-la-montre
  - Le Samyn des Dames
  - Kreiz Breizh Elites Dames
  - 2e de l'Omloop van het Hageland
  - 2e du championnat du Danemark sur route
  - 3e de la RideLondon-Classique
  - 5e de Gand-Wevelgem
  - 6e de la Classic Bruges-La Panne
  - 7e du championnat d'Europe sur route
- 2023
  -  Championne du Danemark du contre-la-montre
  - 6e étape du Tour de France
  - 2e du Women Cycling Pro Costa De Almería
  - 2e du Baloise Ladies Tour
  - 4e du Circuit Het Nieuwsblad
- 2024
  -  Championne du Danemark du contre-la-montre
  - 2e de La Picto-Charentaise
  - 7e de la Classic Bruges-La Panne
  - 7e du championnat d'Europe sur route
- 2025
  - 1re étape du Tour d'Espagne (contre-la-montre par équipes)
  - 3e du championnat du Danemark du contre-la-montre

### Résultats sur les grands tours

#### Tour d'Italie
4 participations :
- 2018 : non partante (5e étape)
- 2020 : abandon (8e étape)
- 2021 : 57e
- 2022 : 99e

#### Tour de France
4 participations :
- 2022 : abandon ([[5e étape du Tour de France Femmes 2022|5e étape]])
- 2023 : 70e, vainqueure de la 6e étape
- 2024 : 76e
- 2025 : 98e

#### Tour d'Espagne
2 participations :
- 2024 : abandon (3e étape)
- 2025 : 75e et vainqueure de la 1re étape (contre-la-montre par équipes)

### Classements mondiaux
| Année                                 | 2018 | 2019 | 2020 | 2021 | 2022 | 2023 | 2024 |
| ------------------------------------- | ---- | ---- | ---- | ---- | ---- | ---- | ---- |
| Classement UCI                        | 84e  | 196e | 34e  | 11e  | 19e  | 57e  | 60e  |
| UCI World Tour                        | 99e  | 140e | 96e  | 25e  | 21e  | 61e  | 85e  |
|                                       |      |      |      |      |      |      |      |
| Légende : nc = non classéSource : UCI |      |      |      |      |      |      |      |

## Palmarès sur piste

### Championnats du monde juniors
| Édition / Épreuve | Omnium |
| Aigle 2016        | 7e     |